# Zosima humilis
Zosima humilis är en flockblommig växtart som beskrevs av Edward Fenzl och Pierre Edmond Boissier. Zosima humilis ingår i släktet Zosima och familjen flockblommiga växter. Inga underarter finns listade i Catalogue of Life.